# Mirza Bašić
Mirza Bašić (* 12. Juli 1991 in Sarajevo, SR Bosnien und Herzegowina, Jugoslawien) ist ein bosnischer Tennisspieler.

## Karriere
Mirza Bašić spielt hauptsächlich auf der ATP Challenger Tour und der ITF Future Tour.
Er konnte bislang fünf Einzel- und einen Doppelsieg auf der ITF Future Tour feiern. Auf der ATP Challenger Tour gewann er bis jetzt ein Doppelturnier in Sarajevo im Jahr 2013.
Mirza Bašić spielt seit 2007 für die bosnisch-herzegowinische Davis-Cup-Mannschaft. Für diese trat er in zwölf Begegnungen an, wobei er im Einzel eine Bilanz von 1:3 und im Doppel eine Bilanz von 8:3 aufzuweisen hat. Zusammen mit Tomislav Brkić ist er das beste Doppel der bosnischen Davis-Cup-Geschichte.

## Erfolge
| Legende (Anzahl der Siege)  |
| Grand Slam                  |
| ATP World Tour Finals       |
| ATP World Tour Masters 1000 |
| ATP World Tour 500          |
| ATP World Tour 250 (1)      |
| ATP Challenger Tour (3)     |

| Titel nach Belag |
| Hartplatz (1)    |
| Sand (0)         |
| Rasen (0)        |

### Einzel

#### Turniersiege

##### ATP World Tour
| Nr. | Datum            | Turnier | Belag         | Finalgegner  | Ergebnis        |
| --- | ---------------- | ------- | ------------- | ------------ | --------------- |
| 1.  | 11. Februar 2018 | Sofia   | Hartplatz (i) | Marius Copil | 7:66, 6:74, 6:4 |

##### ATP Challenger Tour
| Nr. | Datum         | Turnier     | Belag     | Finalgegner       | Ergebnis       |
| --- | ------------- | ----------- | --------- | ----------------- | -------------- |
| 1.  | 26. Juli 2015 | Recanati    | Hartplatz | Ričardas Berankis | 6:4, 3:6, 7:64 |
| 2.  | 26. März 2017 | Guadalajara | Hartplatz | Denis Shapovalov  | 6:4, 6:4       |

### Doppel

#### Turniersiege
| Nr. | Datum         | Turnier  | Belag         | Partner        | Finalgegner             | Ergebnis |
| --- | ------------- | -------- | ------------- | -------------- | ----------------------- | -------- |
| 1.  | 17. März 2013 | Sarajevo | Hartplatz (i) | Tomislav Brkić | Karol Beck Igor Zelenay | 6:3, 7:5 |